# Willem Engel
Willem Christiaan Engel (Utrecht, 15 maart 1977) is de oprichter van de actiegroep Viruswaarheid (aanvankelijk Viruswaanzin genaamd), die het coronabeleid van de Nederlandse overheid bekritiseert.

## Levensloop
Engel groeide op in een gezin met veertien kinderen en is de zoon van vastgoedeigenaar Cees Engel (1944-2022). Cees Engel was eigenaar van meer dan 1000 panden in Rotterdam die hij slecht onderhield. Hij werd dan ook wel "de krottenkoning van Rotterdam" genoemd. De gemeente kocht 110 panden van hem in 2007 voor een bedrag van 13 miljoen euro. Vanaf 2002 was Cees Engel eigenaar van Fort Oranje, een camping in Zundert die gebruikt werd door criminelen en verschoppelingen (die nergens anders meer terecht konden). De gemeente sloot deze camping in 2017.
Na een studie biofarmaceutische wetenschappen en een niet-afgerond promotieonderzoek naar aerosolen startte Willem Engel in 2008 een dansschool waarin hij lesgaf in de Braziliaanse dans zouk. Toen zijn dansschool door de coronacrisis moest sluiten begon hij zich te verdiepen in de RIVM-adviezen en ging hij zich verzetten tegen het coronabeleid van de Nederlandse overheid.
De activiteiten van het dansonderwijs werden ondersteund door de Stichting DancaMundo, opgericht op 9 januari 2020. Op 22 september 2020 werden de statuten van DancaMundo gewijzigd en werd de naam veranderd in Stichting Viruswaarheid.nl. Zodoende kwam de bankrekening op naam te staan van Viruswaarheid.
Het startsein van zijn activisme was een interview dat Ramon Bril op het platform Café Weltschmerz op 29 mei 2020 met Engel had, wat leidde tot de actiegroep Viruswaanzin, later hernoemd tot Viruswaarheid.
In april 2024 kondigden Engel, zijn broer Jan en hun advocaat Jeroen Pols aan te emigreren naar Paraguay, waar Jan een stuk land had gekocht. Er zouden nog vijf anderen meegaan. Jeroen Pols en Jan Engel gaven hun aankondiging gestalte met Project Paraguay.

## Controversiële uitspraken over de COVID-pandemie
Engel stelt dat er binnen de overheid sprake is van corruptie, waardoor er mensen geruïneerd worden en dat de sterfte door COVID-19 vergelijkbaar is met de sterfte in een gemiddeld tot ernstig griepseizoen. 
De door het RIVM gerapporteerde  oversterfte tijdens de coronagolf in het voorjaar van 2020 lag, zelfs gedempt door een lockdown, met 9.768 sterfgevallen echter hoger dan de oversterfte tijdens de griepgolf in de winter van 2017-2018, die met 9.444 sterfgevallen de dodelijkste griepgolf van het decennium was.

## Intimidatie

### Fotograferen GGD-personeel
Op 4 augustus 2021 riep Willem Engel via Twitter op tot het maken van filmopnames en foto’s van GGD-personeel op locaties waar werd gevaccineerd tegen het coronavirus. Dat werd opgevolgd en de politie greep daarop in bij een prikbus in Lekkerkerk tegen mensen met camera’s. De dag erop deed GGD Hollands Midden aangifte tegen Engel vanwege bedreiging.

### Publicatie persoonsgegevens Kaag
Op 9 januari 2022 publiceerde Engel de adresgegevens van politicus Sigrid Kaag op zijn Twitteraccount. Deze informatie was verkregen van het kadaster. In een reactie meldde Engel dat het geen oproep tot geweld of intimidatie was. Engel verwijderde de tweet op dezelfde dag. Engels tweet was voor Kaag een reden om aangifte te doen tegen Engel. Op 11 januari werden twee accounts van Engel op Twitter geblokkeerd, met als reden het overtreden van de richtlijnen.

## Rechtszaken

### Aangespannen door Engel
Engel kwam onder andere in het nieuws vanwege de rechtszaak die hij voerde tegen de avondklok tijdens de coronacrisis begin 2021. De rechtbank in Den Haag gaf Engel en zijn juridisch adviseur Jeroen Pols in zoverre gelijk dat de rechter meende dat er onvoldoende juridische basis voor het regeringsbesluit tot instellen van de avondklok bestond; de Staat ging in hoger beroep en de regering zorgde alsnog voor een wettelijke basis voor de avondklok door middel van een spoedwetswijziging van de coronawet, die op 18 februari 2021 werd aangenomen door de Tweede Kamer en een dag later, op de dag van de behandeling van het hoger beroep, tevens door de Eerste Kamer. Overigens werd het vonnis van de rechtbank Den Haag door het Hof ongedaan gemaakt.
In augustus 2021 kwam een zaak voor de Belgische rechtbank van Mechelen. Engel beschuldigde de Belgische Marc Van Ranst, viroloog en corona-adviseur van de Belgische regering, van laster omdat deze gezegd had ‘niet met extreemrechtse mensen en virusontkenners in debat’ te gaan. Er vonden al langer uitwisselingen plaats tussen Engel en Van Ranst. Zo reageerde Van Ranst als volgt op een tweet van Engel: "Je kan al je kennis van virologie, immunologie en epidemiologie op de achterkant van een postzegeltje schrijven en zelfs nog plaats over hebben. Maar op de wappiekermis sta je wel met een heel groot en opzichtig kraam." Van Ranst werd vrijgesproken van laster en Engel werd veroordeeld tot het betalen van 4000 euro schadevergoeding aan Van Ranst. Van Ranst gaf aan dit bedrag te zullen doneren aan COVAX, het vaccinatieprogramma waaraan onder meer de Wereldgezondheidsorganisatie en UNICEF meewerken. In totaal voerde Engel vijf rechtzaken tegen Marc van Ranst. Van Ranst kreeg telkens gelijk van de Belgische rechtbank. "5-0", stelde de uitgesproken hoogleraar.

### Zaak tegen Engel
Op 21 januari 2022 maakte het Openbaar Ministerie bekend een onderzoek naar Engel te starten naar aanleiding van een collectieve aangifte van 22.581 mensen. Volgens de aangifte had Engel zich schuldig gemaakt aan opruiing, verspreiding van medische desinformatie, oplichting, uitingen met een terroristisch oogmerk en bedreiging. Op 16 maart 2022 werd Engel opgepakt wegens opruiing. Het OM gaf aan dat dit werd gedaan op basis van de eerste uitkomsten van het onderzoek. Op 30 maart werd hij voorwaardelijk vrijgelaten. Op 3 april 2022 werd Engel opnieuw opgepakt vanwege vermeende overtreding van de betreffende voorwaarden, omdat hij een interview publiceerde op Youtube. Op 5 april 2022 werd Engel echter weer vrijgelaten. De raadkamer van de rechtbank van Rotterdam oordeelde dat het verbod op het gebruik van sociale media door Engel te ruim geformuleerd was en dat hij daarmee in zijn staatkundige vrijheid beperkt werd. In november 2022 eiste het OM 180 uur taakstraf en een voorwaardelijke celstraf van 3 maanden tegen Engel.
Rond dezelfde tijd bleek dat de bankrekening van Viruswaarheid was opgeheven en dat de actiegroep de activiteiten moest stoppen.
Op 20 januari 2023 werd Engel door de rechtbank in Rotterdam veroordeeld wegens opruiing voor de oproep om deel te nemen aan een verboden demonstratie. De rechtbank legt Engel daarvoor een voorwaardelijke gevangenisstraf van een maand op met een proeftijd van 2 jaar. Van 5 andere verdenkingen van opruiing werd hij vrijgesproken.
Engel liet diezelfde dag nog weten in hoger beroep te gaan tegen het vonnis van de rechtbank in Rotterdam. Het Openbaar Ministerie liet op 1 februari 2023 weten eveneens in hoger beroep te gaan. Bij de regiezitting van 12 oktober diende Engel een wrakingsverzoek in. Dat werd 25 oktober 2023 afgewezen. Engel werd op 26 maart 2025 ook in hoger beroep veroordeeld voor opruiing en kreeg een taakstraf van 60 uur opgelegd. De veroordeling ziet op een oproep om naar een verboden demonstratie te gaan op 28 juni 2021 en een oproep uit november 2021: ’Het is je plicht, nu vaststaat dat de prikjes compleet mislukt zijn, te zorgen voor zoveel mogelijk infecties’, wat door het OM werd gezien als een gevaarlijke oproep om anderen te besmetten.

## Politiek
In januari 2021 sloot Engel zich aan bij partij Vrij en Sociaal Nederland, om zich kandidaat te stellen voor de Tweede Kamerverkiezingen. Zijn komst bij de partij leidde mede tot een scheuring, doordat partijvoorzitter Filippini weigerde hem op de lijst te plaatsen. Dit had tot gevolg dat de Kiesraad de kandidatenlijst waarop Engel deelnam aan de verkiezingen, niet registreerde onder de naam Vrij en Sociaal Nederland, maar als blanco lijst. De afgesplitste leden van de partij besloten tijdens een ledenvergadering een nieuwe vereniging op te richten en aan de verkiezingen mee te doen onder de naam Lijst30.
Nadat Lijst30 bij de verkiezingen geen zetels behaalde, zette Engel zijn politieke strijd voort. In de dagen voorafgaand aan Bevrijdingsdag ondersteunde hij een affiche van Forum voor Democratie, waarin werd gesuggereerd dat in 2020, 75 jaar na de bevrijding, de vrijheid was gestorven. Tegen Hart van Nederland zei hij, dat hij volledig achter het affiche stond. „In 2020 is de democratie opgehouden te bestaan”, luidde zijn reactie, verwijzend naar de vrijheidsbeperkende coronamaatregelen.

## De oorlog in Oekraïne
Na de Russische invasie van Oekraïne op 24 februari 2022 sprak Willem Engel begripvol over de aanval en de Russische standpunten hierover. Hij kondigde een rechtszaak aan tegen de Nederlandse staat wegens het leveren van wapens aan Oekraïne.